# Apitoxina
Apitoxina é o veneno encontrado nos ferrões das abelhas do gênero Apis que tem como função afastar predadores dos mais variados tipos, protegendo assim a colônia. O veneno é produzido no interior do abdômen das abelhas operárias e é descrito como uma substância levemente ácida (embora não seja a acidez que provoque a dor ou a irritação), incolor, amarga, transparente e com um forte odor que se assemelha ao do mel. Em sua composição encontram-se peptídeos, enzimas, substâncias voláteis e uma grande quantidade de água.

## Composição[1][3][4]
A apitoxina é 88% água e os seus principais constituintes sólidos são: 
- enzimas (13-15%)
  - fosfolipase A2 (10-12%)
  - hialuronidase (1-3%)
- peptídeos grandes (50-60%)
  - melitina (~50%)
  - apamina (1-3%)
  - peptídeo MCD (1-2%)
  - secapina (0,5-2%)
  - procamina (1-2%)
  - inibidor de protease (~0,8%)
- pequenas moléculas (~24%).

## Ação do veneno
Embora a apitoxina contenha ácido fórmico, bem como ácido clorídrico e ácido fosfórico, esses ácidos ocorrem apenas em pequenas quantidades, sendo que a coceira e a queimação são causadas pela interação com as proteínas e enzimas presentes no veneno.
Após o veneno penetrar na pele, o inibidor de protease impede a destruição catalítica da hialuronidase e permite que ela quebre polímeros de ácido hialurônico, importantes componentes da matriz extracelular, o que facilita a propagação do veneno pelo tecido. O peptídeo MCD causa a degranulação de mastócitos através da liberação de histamina, levando a respostas alérgicas e inflamatórias. No sistema circulatório, a fosfolipase A e a melitina provocam hemólise. Em concentrações elevadas, compostos como a apamina (neurotoxina), a melitina e a fosfolipase A2 apresentam alta toxicidade, mas não se observam efeitos tóxicos decorrentes de apenas algumas picadas de abelha.

## Uso medicinal
Embora historicamente a apitoxina tenha sido usada com fins medicinais, evidências mostram uso do veneno para tal fim com datação de mais de 3.000 anos na China e de 200 anos na Europa. Sua eficácia como fármaco ainda não foi efetivamente comprovada, ainda que alguns pacientes relatem melhora em quadros de artrites e reumatismos. A apiterapia, método de medicina natural que utiliza-se de compostos derivados das abelhas para fins terapêuticos, em especial a apitoxina, carece de comprovação científica. Ainda como contraindicação acerca do tratamento com apitoxina existe a possibilidade, com uso repetitivo da substância, do desenvolvimento de diversos graus de alergia, assim como o risco de anafilaxia. Por não haver segurança sobre o grau de esterilidade do ferrão, a aplicação do veneno pode desencadear infecções localizadas ou sistêmicas.